# Planeta de període ultracurt
Un planeta de període ultra curt, de l'anglès ultra-short period (USP) planet és un tipus d'exoplaneta amb un període orbital de menys d'un dia. A aquesta curta distància, les interaccions mareal condueixen a una evolució relativament ràpida de l'orbital i dels girs. Per tant, quan hi ha un planeta de període ultracurt al voltant d'una estrella de seqüència principal madura, el més probable és que el planeta tingui una òrbita circular i estigui en rotació síncrona. No hi ha molts planetes de períodes ultracurts amb mides superiors a 2 radis terrestres. Al voltant d'una de cada 200 estrelles semblants al Sol (nanes G) té un planeta de període ultra curt. Hi ha una forta dependència de la taxa d'ocurrència de la massa de l'estrella amfitriona. La taxa d'ocurrència cau del (1,1 ± 0,4)% per a les nanes M al (0,15 ± 0,05)% per a les nanes F. Majoritàriament, els planetes de períodes ultracurts semblen consistents amb una composició semblant a la Terra d'un 70% de roca i un 30% de ferro, però K2-229b té una densitat més alta que suggereix un nucli de ferro més massiu. WASP-47e i 55 Cnc e tenen una densitat més baixa i són compatibles amb roca pura, o un cos de ferro rocós envoltat d'una capa d'aigua (o altres volàtils).
Una diferència entre els Júpiters calents i els planetes de períodes ultracurts terrestres és la proximitat dels companys planetaris. Els Júpiters calents rarament es troben amb altres planetes en un factor de 2-3 en període orbital o distància. En canvi, els planetes terrestres de períodes ultracurts gairebé sempre tenen companys planetaris de període més llarg. La relació de períodes entre planetes adjacents tendeix a ser més gran si un d'ells és un planeta de període ultracurt, cosa que suggereix que el planeta de període ultracurt ha patit una desintegració orbital de marea que encara pot estar en curs. Els planetes de períodes ultracurts també tendeixen a tenir inclinacions mútues més altes amb planetes adjacents que per a parells de planetes en òrbites més amples, cosa que suggereix que els planetes de períodes ultracurts han experimentat excitació d'inclinació a més de la desintegració orbital.
Hi ha diversos planetes gegants coneguts amb un període inferior a un dia. La seva aparició ha de ser inferior en almenys un ordre de magnitud que la dels planetes terrestres de planetes de períodes ultracurts.
S'havia proposat que els planetes de períodes ultracurts eren els nuclis rocosos dels Júpiters calents evaporats, però la metal·licitat de les estrelles amfitriones dels planetes de períodes ultracurts és inferior a la de les estrelles de Júpiters calents, per la qual cosa sembla més probable que els planetes de períodes ultracurts siguin els nuclis de nans de gas evaporades.
Un estudi de The TESS-Keck Survey que utilitza 17 planetes de períodes ultracurts va trobar que els planetes de períodes ultracurts tenen predominantment composicions semblants a la Terra amb una massa del nucli de ferro d'aproximadament un 32% i tenen masses per sota de l'acreció desbocada. Els planetes de períodes ultracurts també es troben gairebé sempre en sistemes de múltiples planetes al voltant d'estrelles amb metal·licitat solar.

## Exemples

### TOI-561b
TOI-561b 
Els estudis de TOI-561b van trobar que és un planeta de període ultracurt amb la densitat més baixa (3,8 ± 0,5 g cm−3) a l'abril de 2022. La baixa densitat d'aquest planeta s'explica amb una capa d'aigua massiva, sense embolcall H/He, així com una atmosfera de vapor d'aigua prevista. L'atmosfera de vapor es podria detectar amb el Telescopi espacial James Webb en el futur. Podrien ser necessaris models més complexos per explicar completament les propietats inusuals de TOI-561b.